# Schnorchel

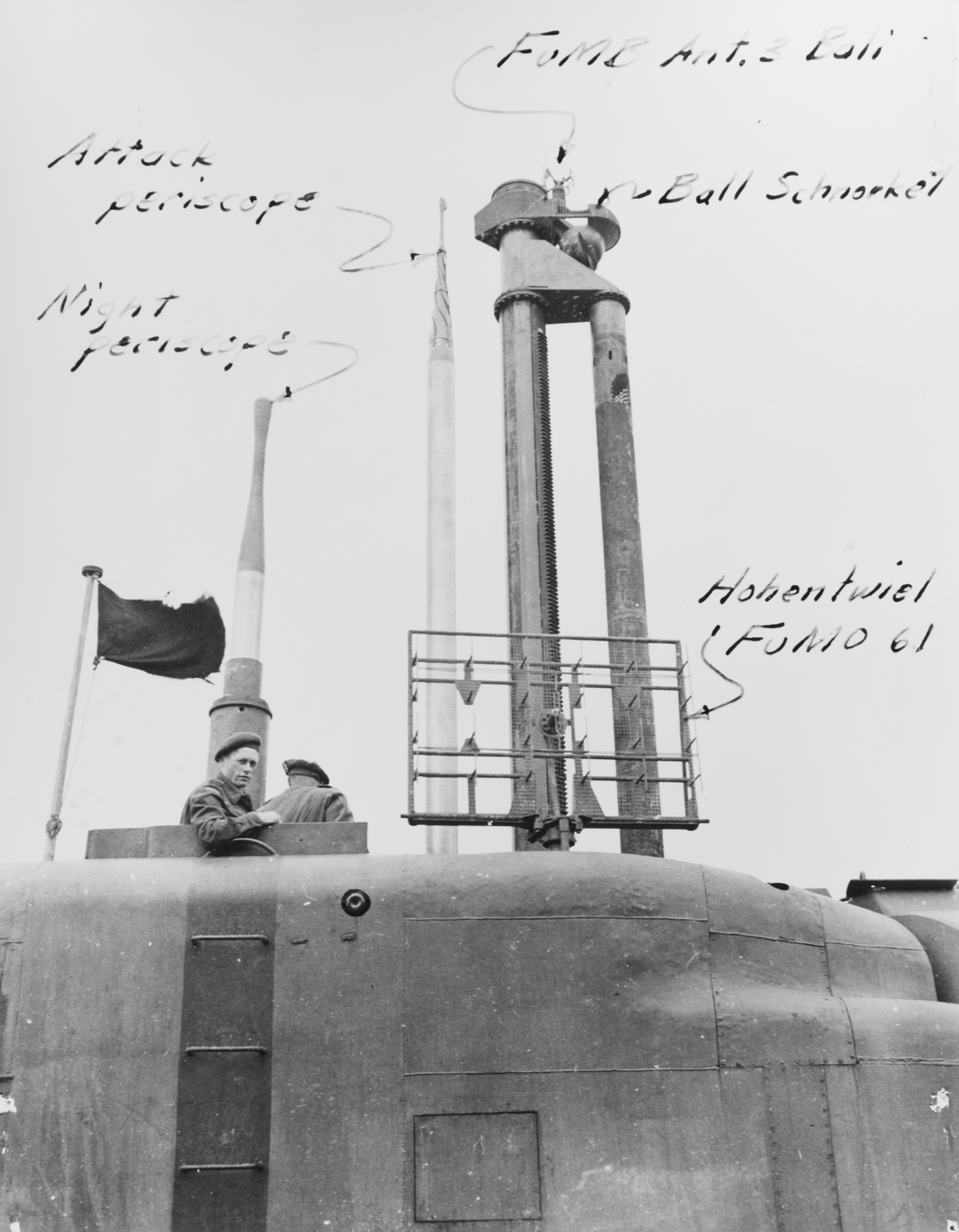
Le schnorchel du U-3008.

Un schnorchel (orthographe allemande), snorkel ou tube d'air est un tube hissable à l'immersion périscopique, permettant à un sous-marin de faire fonctionner ses moteurs Diesel, alimentant ces derniers en air sans avoir à faire surface. En effet, les sous-marins diesel-électriques naviguent périodiquement avec leurs moteurs Diesel afin de recharger les batteries. Cette procédure peut se faire en naviguant en surface ; l'amélioration des moyens de détection anti-sous-marine (le radar notamment) rend indispensable la recharge des batteries en plongée.

## Historique
Le schnorchel a été inventé par Jan Jacob Wichers, commandant des sous-marins de la marine hollandaise et par le contre-amiral J.C. van Pappelendam. Il est utilisé secrètement dès 1936.
Lors de l'invasion des Pays-Bas en 1940, plusieurs tubes sont capturés par les Allemands. Personne n'y trouve grand intérêt, puisqu'il n'est alors pas besoin de naviguer en permanence sous l'eau. La situation évolue ; la meilleure solution pour échapper à la détection des radars, aux projecteurs utilisés pour détecter les navigations nocturnes et à l'aviation de patrouille maritime à long rayon d'action consiste à naviguer autant que possible en plongée. L'autonomie des batteries alimentant les moteurs électriques étant limitée, il est nécessaire de les recharger en surface, car il faut évacuer les gaz d'échappement du moteur Diesel et aspirer de l'air frais pour le faire fonctionner.
Les Allemands cherchent un moyen d'utiliser les moteurs Diesel lorsque le sous marin est immergé. En 1942, les ingénieurs Ulrich Gabler (de) et Heep reprennent l'invention de Jan Jacob Wichers, la modifient en lui ajoutant un clapet de sécurité. La navigation par tous les temps et sans interruption s'offre aux sous-marins allemands.
Il faudra attendre la fin de 1943 pour que les premiers U-Boote en soient équipés. Ce retard profite aux Alliés, pour obtenir la victoire dans la bataille de l'Atlantique.
Le schnorchel convient également aux véhicules terrestres tout-terrain comme des chars de combat afin d'alimenter le moteur en air lors de passages dans les cours d'eau.

## Fonctionnement

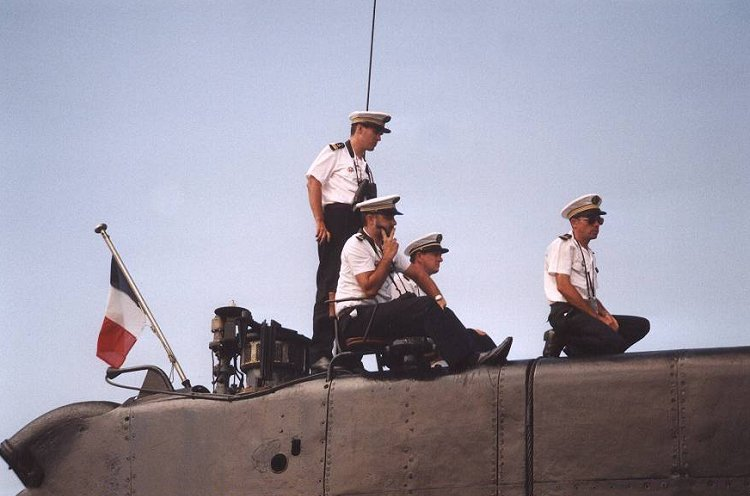
Massif du sous-marin français Doris avec un schnorchel.

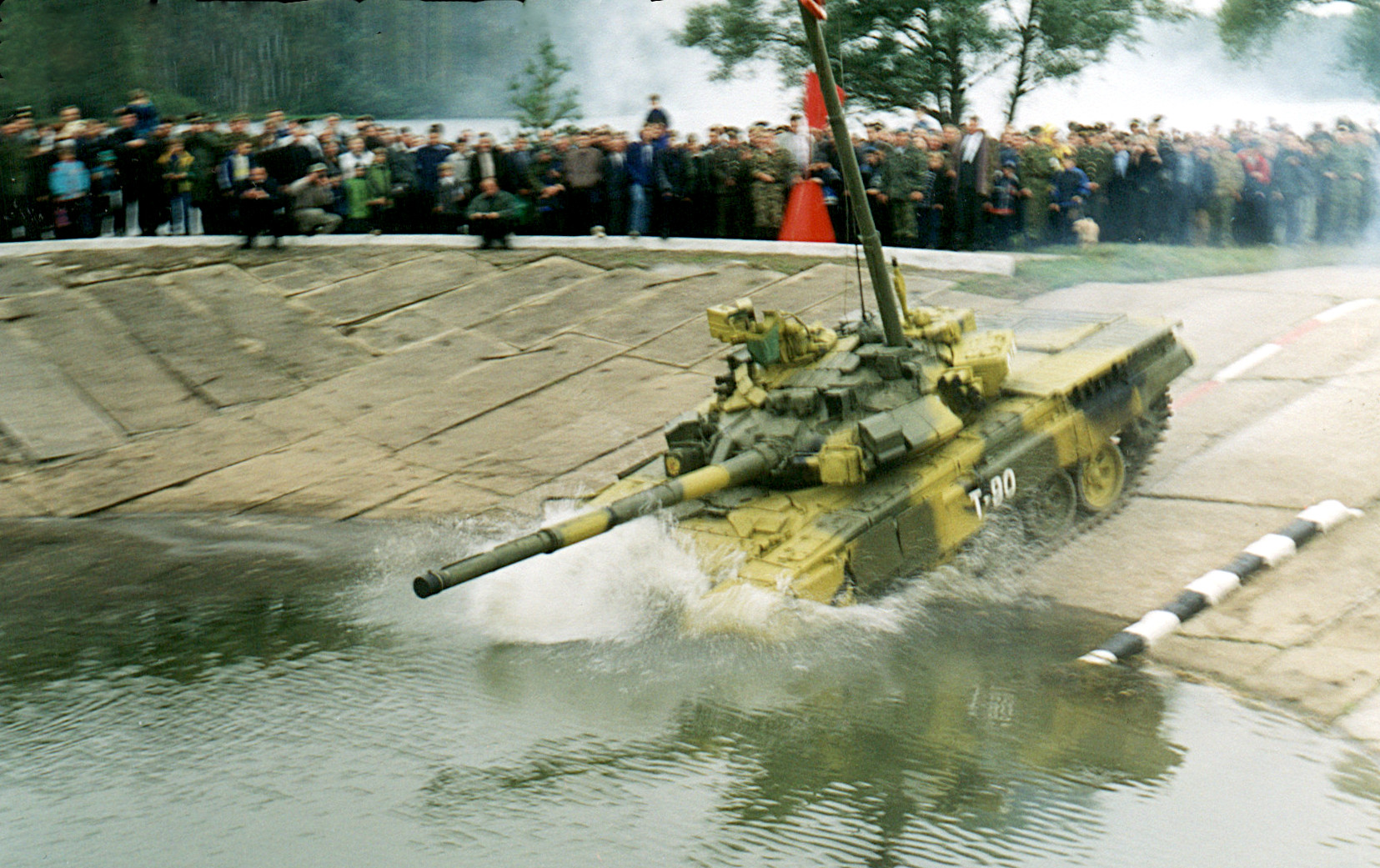
Un char russe T-90 en démonstration avec un schnorchel.

La tête du schnorchel aspire l'air juste au-dessus (environ 1 mètre) de la surface de l'eau. Elle est équipée d'un clapet qui se ferme automatiquement afin d'éviter toute entrée d'eau dans les moteurs. Cet automatisme est commandé par des électrodes détectant l'arrivée de l'eau à leur niveau.
L'échappement des moteurs s'effectue dans l'eau, la pression des gaz d'échappement étant suffisante pour compenser celle existant sous quelques mètres d'eau. Une dérivation du tube d'échappement à l'arrière de la partie supérieure du massif du sous-marin est activée lorsque celui-ci marche au schnorchel, réduisant ainsi l'immersion de l'échappement.
Tous les sous-marins disposent aujourd'hui d'un tel système. Les sous-marins nucléaires en sont également équipés, car ils possèdent un moteur Diesel comme source d'énergie de secours. Par ailleurs le schnorchel permet de se réapprovisionner en air comprimé, indispensable aux opérations des ballasts, ainsi qu'au fonctionnement de certains modèles de tubes lance-torpilles.
La marche au schnorchel est particulièrement délicate, surtout par mauvaise mer, car lorsque le clapet se ferme, les moteurs Diesel aspirent l'air à l'intérieur du sous-marin. La dépression ainsi causée entraîne chez l'équipage de fortes douleurs aux tympans, voire leur rupture. De nos jours un capteur coupe automatiquement les moteurs. L'avarie de clapet, tardivement détectée, peut entraîner une voie d'eau susceptible de mettre en péril le sous-marin.
En marche au schnorchel, la sécurité de navigation est assurée par une veille optique au périscope, éventuellement complétée par une veille au radar, l'antenne du radar étant portée par un mât hissable. 
Un sous-marin naviguant de la sorte se montre particulièrement bruyant. Par conséquent sa furtivité est totalement compromise, et il devient quasiment sourd. Sa vitesse reste limitée à moins d'une dizaine de nœuds, les mâts étant trop fragiles pour résister à des vitesses supérieures. C'est pourquoi il a fallu attendre l'avènement de la propulsion nucléaire pour que les sous-marins deviennent une plate-forme crédible de dissuasion atomique.